# Burmesisches Maßsystem
Myanmar (auch Burma oder Birma) ist einer von drei Staaten weltweit, welche offiziell das metrische Maßsystem noch nicht gesetzlich eingeführt haben. Nach Cardelli (2004) wurden die hier beschriebenen Einheiten vor 1920 verwendet und sind heute obsolet. In der Praxis werden die traditionellen Einheiten neben den metrischen (besonders in der Wissenschaft, Technik) und manchen Einheiten aus dem angloamerikanischen Maßsystem (Furlong und Acre in der Landwirtschaft und das Inch und das Cubit sind 1:1 kompatibel) verwendet.
Da in Burma selbst die Aussprache je nach Dialekt uneinheitlich ist und zudem keine amtlichen Transkriptionsregeln existieren, gibt es wie beim Landesnamen für verschiedene Einheiten mehrere – teilweise sehr unterschiedliche – Schreibweisen in lateinischer Schrift.
Farblegende:
- a.) Es existieren 2 verschiedene Einheiten mit demselben Namen. Vor allem werden auch Raummaße bei Reis als Gewichtsangabe angegeben.
- b.) Gleicher Name wie heute, aber es unterscheidet sich nicht nur das Grundmaß, sondern auch die Teilung.

## Aktuell

### Länge
| Einheit      | Palgat        | Cubit Tendam Taim | King’s Cubit Saundog Saundaum Saundang Sandong | Lan                 | Dha                   | Oke thapal            | Dain                  |
| ------------ | ------------- | ----------------- | ---------------------------------------------- | ------------------- | --------------------- | --------------------- | --------------------- |
| = Dain       |               |                   |                                                |                     |                       |                       | 1                     |
| = Oke thapal |               |                   |                                                |                     |                       | 1                     | 50                    |
| = Dha        |               |                   |                                                |                     | 1                     | 20                    | 1.000                 |
| = Lan        |               |                   |                                                | 1                   | 7/4                   | 35                    | 1.750                 |
| = Sandung    |               |                   | 1                                              | 4                   | 7                     | 140                   | 7.000                 |
| = Taim       |               | 1                 | 11/9                                           | 44/9                | 77/9                  | 1.540/9               | 77.000/9              |
| = Palgat     | 1             | 18                | 22                                             | 88                  | 154                   | 3.080                 | 154.000               |
| UNO 1966     | 2,54 cm 1 in. | 45,72 cm 18 in.   | 55,88 cm 22 in.                                | 2,2352 m 7 ft 4 in. | 3,9116 m 12 ft 10 in. | 78,232 m 256 ft 8 in. | 3,912 km 231⁄72 miles |

### Fläche
Entweder Metrisch oder Imperial.

### Volumen
| Einheit  | Lamyet     | Lamay Lamany | Zalay     | Byee   | Zayoot  | Seit   | Kwai   |
| -------- | ---------- | ------------ | --------- | ------ | ------- | ------ | ------ |
| = Kwai   |            |              |           |        |         |        | 1      |
| = Seit   |            |              |           |        |         | 1      | 2      |
| = Zayoot |            |              |           |        | 1       | 2      | 4      |
| = Byee   |            |              |           | 1      | 2       | 4      | 8      |
| = Zalay  |            |              | 1         | 4      | 8       | 16     | 32     |
| = Lamany |            | 1            | 2         | 8      | 16      | 32     | 64     |
| = Lamyet | 1          | 2            | 4         | 16     | 32      | 64     | 128    |
| UNO 1966 | 31,5625 ml | 63,125 ml    | 126,25 ml | 505 ml | 1,010 l | 2,02 l | 4,04 l |

| Einheit                                                    | Nozibu Lame   | Sale           | Khwet      | Pyi       | Seit      | (small Tin) Khwe | Tin Tin-han Basket Thamardi tinn | Bag         |
| ---------------------------------------------------------- | ------------- | -------------- | ---------- | --------- | --------- | ---------------- | -------------------------------- | ----------- |
| = Bag                                                      |               |                |            |           |           |                  |                                  | 1           |
| = Thamardi tinn                                            |               |                |            |           |           |                  | 1                                | 3           |
| = Kwhe                                                     |               |                |            |           |           | 1                | 2                                | 6           |
| = Seit                                                     |               |                |            |           | 1         | 2                | 4                                | 12          |
| = Pyi                                                      |               |                |            | 1         | 4         | 8                | 16                               | 48          |
| = Khwet                                                    |               |                | 1          | 2         | 8         | 16               | 32                               | 96          |
| = Sale                                                     |               | 1              | 2          | 4         | 16        | 32               | 64                               | 192         |
| = Lame                                                     | 1             | 2              | 4          | 8         | 32        | 64               | 128                              | 384         |
| Definition von 1939                                        | 90 Imp.fl.dr. | 180 Imp.fl.dr. | 9 Imp.gill | 9 Imp.cup | 18 Imp.pt | 18 Imp.qt        | 9 Imp.gal.                       | 27 Imp.gal. |
| UNO 1966                                                   | 319,6 ml      | 639,3 ml       | 1,279 l    | 2,557 l   | 10,229 l  | 20,457 l         | 40,91481 l                       | 122,74 l    |
| Menschenrechts-Jahrbuch 2005 Für Reis und Kondensmilch ??? |               |                |            | ? ~250 ml |           |                  | ? 4 l                            |             |

- Der Begriff Basket („Korb“) wurde von den Engländern eingeführt und ist eine Übersetzung des burmesischen Begriffs tinn oder thamardi tinn.[8] Mit dem Measuring Baskets Standardization Act (No. I) von 1939 wurde der Basket mit 9 imperialen Gallonen definiert.[9] Anzumerken ist, dass es sich bei der Imperialen Gallone um ein Flüssigkeitsmaß handelt, und somit ein burmesisches Trockenmaß über ein britisches Flüssigkeitsmaß definiert wird.
- Khwe bedeutet Hälfte, also die Hälfte eines Thamardi tinn.[10]
- In Nozibu bedeutet nozi kondensierte Milch und bu Dose.[11] Die Bezeichnung Dosenmilch kommt von der Menge ungeschältem Reis, die in eine Milchdose der Marke Milkmaid („Milchmädchen“, 14 oz.) hineinpasst.[12][13][14]

### Masse
| Einheit                                   | Ywegale Ruay Rweh | Beh Pai Pe | Mjuh Muju Moo Mu | Match Mat | Ngamu   | Kyat Kyat tha Tikal Tical | Pehtha Peik thar Peiktha Vis Viss | Kandi Kandy Candy | Pyi (für Reis) |
| ----------------------------------------- | ----------------- | ---------- | ---------------- | --------- | ------- | ------------------------- | --------------------------------- | ----------------- | -------------- |
| = Candy                                   |                   |            |                  |           |         |                           |                                   | 1                 |                |
| = Viss                                    |                   |            |                  |           |         |                           | 1                                 | 150               |                |
| = Tical                                   |                   |            |                  |           |         | 1                         | 100                               | 15.000            |                |
| = Ngamu                                   |                   |            |                  |           | 1       | 2                         | 200                               | 30.000            |                |
| = Mat                                     |                   |            |                  | 1         | 2       | 4                         | 400                               | 60.000            |                |
| = Mu                                      |                   |            | 1                | 2         | 4       | 8                         | 800                               | 120.000           |                |
| = Pe                                      |                   | 1          | 2                | 4         | 8       | 16                        | 1.600                             | 240.000           |                |
| = Rweh                                    | 1                 | 4          | 8                | 16        | 32      | 64                        | 6.400                             | 960.000           |                |
| UNO 1966                                  | 0,2551 g          | 1,021 g    | 2,04 g           | 4,08 g    | 8,165 g | 16,33 g                   | 1,633 kg                          | 244,95 kg         |                |
| UNO 1955 (prov.) Tenasserim Devision 2002 |                   |            |                  |           |         |                           |                                   |                   | ≈2(,127) kg    |

Kyat ist auch die Währungseinheit. In der westlichen Welt werden oft die Namen Tical und Viss verwendet, dies sind auch die im Austausch meist verwendeten Einheiten.

## Historisch

### Länge – historisch
| Einheit          | Palgat   | Cubit Tendam Taim | Sandong         | Lan               | Dha (bamboo)         | Oke thapal            | Dain                    |
| ---------------- | -------- | ----------------- | --------------- | ----------------- | -------------------- | --------------------- | ----------------------- |
| = Dain           |          |                   |                 |                   |                      |                       | 1                       |
| = Oke thapal     |          |                   |                 |                   |                      | 1                     | 50                      |
| = Dha            |          |                   |                 |                   | 1                    | 20                    | 1000                    |
| = Lan            |          |                   |                 | 1                 | 4⁄7                  | 35                    | 1750                    |
| = Sandung        |          |                   | 1               | 4                 | 7                    | 140                   | 7000                    |
| = Taim           |          | 1                 | 11⁄9            | 44⁄9              | 77⁄9                 | 1540⁄9                | 77000⁄9                 |
| = Palgat         | 1        | 9⁄2               | 11⁄2            | 22                | 77⁄2                 | 770                   | 38500                   |
| Cardarelli 2004? | 0,1016 m | 0,4572 m          | 0,5588 m        | 2,2352 m          | 3,9116 m             | 78,232 m              | 3911,6 m                |
| UNO 1966         | 4 in.    | 18 in.            | 22 in. 55,88 cm | 88 in. 7 ft 4 in. | 154 in. 12 ft 10 in. | 3080 in. 256 ft 8 in. | 154000 in. 231⁄72 miles |

Palgat: Vorsicht! Selber Name, aber andere Einteilung als heute.
|                               | Kleinmaße   | Kleinmaße   | Kleinmaße   | Kleinmaße                                                  | Kleinmaße | Wegemaße            | Wegemaße      | Wegemaße                    |            |
| Einheit                       | Thit        | Mak         | Twah        | King’s Cubit Taong Saundog Saundaum Saundang Sandong Taong | Lan       | Bamboo ta² Dha Cole | Mat (19. Jh.) | Tehng Taing Tang Dain Theng | Theet Thit |
| ----------------------------- | ----------- | ----------- | ----------- | ---------------------------------------------------------- | --------- | ------------------- | ------------- | --------------------------- | ---------- |
| = Theng                       |             |             |             |                                                            |           |                     |               | 1                           |            |
| = Mat                         |             |             |             |                                                            |           |                     | 1             | 4                           |            |
| = Cole                        |             |             |             |                                                            |           | 1                   | 250           | 1000                        |            |
| = Lan                         |             |             |             |                                                            | 1         | 7/4                 | 875/2         | 1.750                       |            |
| = Taong / Sandung             |             |             |             | 1                                                          | 4         | 7                   | 1.750         | 7.000                       |            |
| = Twah                        |             |             | 1           | 2                                                          | 8         | 14                  | 3.500         | 14.000                      |            |
| = Mak                         |             | 1           | 1½          | 3                                                          | 12        | 21                  | 5.250         | 21.000                      |            |
| = Thit                        | 1           | 8           | 12          | 24                                                         | 96        | 168                 | 42.000        | 168.000                     |            |
| Trapp 1992 (1. H. d. 19. Jh.) | 2,020729 cm | 16,16583 cm | 24,24875 cm | 48,4975 cm                                                 | 193,99 cm | 3,39486 m           | 848,715 m     | 3394,86 m                   |            |
| Chaney 1897                   |             |             |             |                                                            |           |                     | 1/4 Dain      |                             |            |
| Simmonds 1892                 |             |             |             |                                                            |           |                     |               |                             | 23,28 mm   |

### Volumen – historisch
| Einheit          | Lamyet     | Lamay Lamany   | Zalay     | Byee          | Zayoot  | Seit    | Kwai                                                    |
| ---------------- | ---------- | -------------- | --------- | ------------- | ------- | ------- | ------------------------------------------------------- |
| = Kwai           |            |                |           |               |         |         | 1                                                       |
| = Seit           |            |                |           |               |         | 1       | 2                                                       |
| = Zayoot         |            |                |           |               | 1       | 2       | 4                                                       |
| = Byee           |            |                |           | 1             | 2       | 4       | 8                                                       |
| = Zalay          |            |                | 1         | 4             | 8       | 16      | 32                                                      |
| = Lamany         |            | 1              | 2         | 8             | 16      | 32      | 64                                                      |
| = Lamyet         | 1          | 2              | 4         | 16            | 32      | 64      | 128                                                     |
| UNO 1955 (prov.) | 31,83 ml   | 63,65 ml       | 126,2 ml  | 504,6 ml      |         | 2,021 l | 4,040 l                                                 |
| UNO 1966         | 31,5625 ml | 63,125 ml      | 126,25 ml | 505 ml        | 1,010 l | 2,02 l  | 4,04 l                                                  |
| Cardarelli 2004  |            | 63,125*10−6 m³ |           | 0,505*10−3 m³ |         |         | 0,404*10−3 m³                                           |
| Simmonds 1892    |            |                |           |               |         |         | 2 Imp.pk. (=18,18 l)                                    |
| Ireland 1907     |            |                |           |               |         |         | „9 hkwain“ = 1 Imp.bsh. (= 36,37 l → 1 hkwain = 4,04 l) |

| Einheit          | Nozibu Lame   | Sale          | Khwet         | Pyi           | Seit          | Khwe          | Basket Thamardi tinn       | Bag         | Teng (20. Jh.)        | Coyan Koyan (19. Jh.) |
| ---------------- | ------------- | ------------- | ------------- | ------------- | ------------- | ------------- | -------------------------- | ----------- | --------------------- | --------------------- |
| = Koyan          |               |               |               |               |               |               |                            |             |                       | 1                     |
| = Teng           |               |               |               |               |               |               |                            |             | 1                     | 100                   |
| = Bag            |               |               |               |               |               |               |                            | 1           | 8/27                  | 800/27                |
| = Thamardi tinn  |               |               |               |               |               |               | 1                          | 3           | 8/9                   | 800/9                 |
| = Kwhe           |               |               |               |               |               | 1             | 2                          | 6           | 16/9                  | 1600/9                |
| = Seit           |               |               |               |               | 1             | 2             | 4                          | 12          | 32/9                  | 3200/9                |
| = Pyi            |               |               |               | 1             | 4             | 8             | 16                         | 48          | 128/9                 | 12800/9               |
| = Khwet          |               |               | 1             | 2             | 8             | 16            | 32                         | 96          | 256/9                 | 25600/9               |
| = Sale           |               | 1             | 2             | 4             | 16            | 32            | 64                         | 192         | 512/9                 | 51200/9               |
| = Lame           | 1             | 2             | 4             | 8             | 32            | 64            | 128                        | 384         | 1024/9                | 102400/9              |
| UNO 1955 (prov.) | 2 1/4 Imp.gi. | 1 1/8 Imp.pt. | 1 1/8 Imp.qt. | 2 1/4 Imp.qt. | 1 1/8 Imp.pk. | 2 1/4 Imp.pk. | 9 Imp.gal. (=2496,8 inch³) | 27 Imp.gal. |                       |                       |
| UNO 1966         |               |               |               |               |               |               | 9 Imp.gal.                 |             |                       |                       |
| sizes.com        |               |               |               |               |               |               |                            |             | 1 Imp.bsh. 8 Imp.gal. | 100 Imp.bsh.          |
| Liter            | 319,6 ml      | 639,3 ml      | 1,279 l       | 2,557 l       | 10,229 l      | 20,457 l      | 40,915 l                   | 122,74 l    | 36,37 l               | 3636,87 l             |
| Simmonds 1892    |               |               |               |               |               |               | 2218,19 inch³              |             |                       |                       |

- Der Basket („Reis-Korb“) wurde im 19. Jh. von den Engländern eingeführt und ist eine Übersetzung des burmesischen Begriffs tinn oder thamardi tinn.[28] Jede Gegend hatte früher ihre Größe und erst mit dem Measuring Baskets Standardization Act (No. I) von 1939 wurde der Basket mit 9 imperialen Gallonen definiert.[29]
 Der Basket wurde früher auch als Gewichtseinheit beschrieben, siehe unten.

### Masse – historisch
| Einheit                                                                | Ywegale Ruay Rweh | Ywegi (20. Jh.) | Beh Pai Pe | Mjuh Muju Moo Mu | Match Mat (Mat'hs) | Ngamu   | Kyat Kyat tha Tikal Tical | Kati Catty      | Pehtha Peik thar Peiktha Vis Viss | Kandi Kandy Candy   | Pyi (Reis) | Teng (Reis 20. Jh.)     | Basket (Reis)                            |
| ---------------------------------------------------------------------- | ----------------- | --------------- | ---------- | ---------------- | ------------------ | ------- | ------------------------- | --------------- | --------------------------------- | ------------------- | ---------- | ----------------------- | ---------------------------------------- |
| = Candy                                                                |                   |                 |            |                  |                    |         |                           |                 |                                   | 1                   |            |                         |                                          |
| = Viss                                                                 |                   |                 |            |                  |                    |         |                           |                 | 1                                 | 150                 |            |                         | (Dour.) 16                               |
| = Catty                                                                |                   |                 |            |                  |                    |         |                           | 1               | 3                                 | 450                 |            |                         |                                          |
| = Tical                                                                |                   |                 |            |                  |                    |         | 1                         | 100/3           | 100                               | 15.000              |            |                         |                                          |
| = Ngamu                                                                |                   |                 |            |                  |                    | 1       | 2                         | 200/3           | 200                               | 30.000              |            |                         |                                          |
| = Mat                                                                  |                   |                 |            |                  | 1                  | 2       | 4                         | 400/3           | 400                               | 60.000              |            |                         |                                          |
| = Mu                                                                   |                   |                 |            | 1                | 2                  | 4       | 8                         | 800/3           | 800                               | 120.000             |            |                         |                                          |
| = Pe                                                                   |                   |                 | 1          | 2                | 4                  | 8       | 16                        | 1.600/3         | 1.600                             | 240.000             |            |                         |                                          |
| = Ywegi                                                                |                   | 1               | 2          | 4                | 8                  | 16      | 32                        | 3.200/3         | 3.200                             | 480.000             |            |                         |                                          |
| = Rweh                                                                 | 1                 | 2               | 4          | 8                | 16                 | 32      | 64                        | 6.400/3         | 6.400                             | 960.000             |            |                         |                                          |
| Kelly 1835                                                             |                   |                 |            |                  |                    |         |                           |                 |                                   | 500 lb (226,796 kg) |            |                         |                                          |
| Doursther 1840                                                         | ~240 mg           | 0,472 g         | 0,94 g     | 1,89 g           | 3,78 g             | 7,56 g  | 15,12 g                   | 503,93 g        | 1.511,8 g                         | 226,77 kg           |            |                         | 53 1/3 av. lb (24,2 kg)                  |
| Nelkenbrecher 1890, im Handel zu dieser Zeit                           |                   |                 |            |                  |                    |         |                           |                 |                                   |                     |            |                         | 58,4 lb (26,5 kg) oft ½ cwt.l. (25,4 kg) |
| Nelkenbrecher 1890 Ireland 1907 Trapp 1992 (für 1. Hälfte des 19. Jh.) | ~260 mg           | 0,517 g         | 1,03 g     | 2,07 g           | 4,14 g             | 8,28 g  | 16,56 g                   | 551,87 g        | 1.655,6 g                         | 248,340 kg          |            |                         |                                          |
| UNO 1955 (prov.)                                                       |                   |                 |            |                  |                    |         | 16,239 g                  |                 |                                   |                     | 2,127 kg   |                         |                                          |
| UNO 1966                                                               | 0,2551 g          | 0,5103 g        | 1,021 g    | 2,04 g           | 4,08 g             | 8,165 g | 16,33 g                   | ~1,2 lb 544,3 g | 1,633 kg                          | 18.000 lb 244,95 kg |            |                         |                                          |
| Cardarelli 2004                                                        | 0,255 g           | 0,51 g          | 1,02 g     | 2,04 g           | 4,08 g             | 8,31 g  | 16,32 g                   | 0,544 kg        | 1,632 kg                          | 244,8 kg            |            |                         |                                          |
| Sukhothai-Kugelgeld 13. Jh.                                            |                   |                 |            |                  |                    |         | 13–15 g                   |                 |                                   |                     |            |                         |                                          |
| Ayutthaya-Kugelgeld 15.–18. Jh.                                        |                   |                 |            |                  |                    |         | 12,5–15,7 g               |                 |                                   |                     |            |                         |                                          |
| Thailand heute                                                         |                   |                 |            |                  |                    |         | 12,244 g                  |                 |                                   |                     |            |                         |                                          |
| Stadt Akjab                                                            |                   |                 |            |                  |                    |         |                           |                 |                                   |                     |            | 23 lb (10,4 kg)         |                                          |
| Stadt Pathein                                                          |                   |                 |            |                  |                    |         |                           |                 |                                   |                     |            | 51 lb (23,1 kg)         |                                          |
| Stadt Mawlamyaing                                                      |                   |                 |            |                  |                    |         |                           |                 |                                   |                     |            | 48 lb (21,8 kg)         |                                          |
| Stadt Rangun                                                           |                   |                 |            |                  |                    |         |                           |                 |                                   |                     |            | 48–50 lb (21,8–22,7 kg) |                                          |

- Doursther beschreibt das Moo als Einheit für Edelmetalle mit 1 Tical = 100 Moo, Nelkenbrecher schreibt dagegen, dass es in Rangun kein eigenes Gewichtssystem für Edelmetalle gibt.
- Im Handbuch der UNO sind für das Candy 18.000 Pound (8.165 kg) angegeben. Dies passt jedoch nicht ins System, ist inkonsistent zu den umgebenden Ländern[35] und widerspricht auch früheren Angaben, wie etwa Kelly aus dem Jahre 1835, der es mit 500 Pound[36] (227 kg) beschreibt.
- Simmonds beschreibt 1892 einen basket mit 2218,19 inch³, welcher folgendes fasst: 48 1/4 lb paddy (ungeschälter Reis, 21,9 kg), 57 1/2 lb cargo rice (Fracht-Reis, 26,1 kg) oder 62 lb cleaned rice (gesäuberter Reis, 28,1 kg).[23]

#### Andere historische und mystische Gewichtseinheiten
| Samenkorn der Adenanthera pavonina (Rotes Sandelholz) | großes Ruay      | ≈250 mg |
| Samenkorn der Abrus precatorius (Paternostererbse)    | kleines Ruay     | ≈100 mg |
| Reiskorn                                              |                  |         |
| Sesamkorn                                             |                  |         |
| Senfkorn                                              |                  |         |
| Lauskopf                                              |                  |         |
| Staubkorn                                             |                  |         |
| Sonnenstäubchen                                       | 36 Parama-nu-myu |         |
| Parama-nu-myu                                         |                  | Atom    |

Die Samenkörner der beiden Pflanzen haben ein relativ gleichbleibendes Gewicht, welches auch über mehrere Monate gehalten wird. Die Paternostererbse wurde auch in Indien zum Abwiegen von Gold verwendet. Ganz kleine Einheiten werden nur von Nats (Geistern), Dämonen und Göttern wahrgenommen.